# 昭披耶·博丁德差

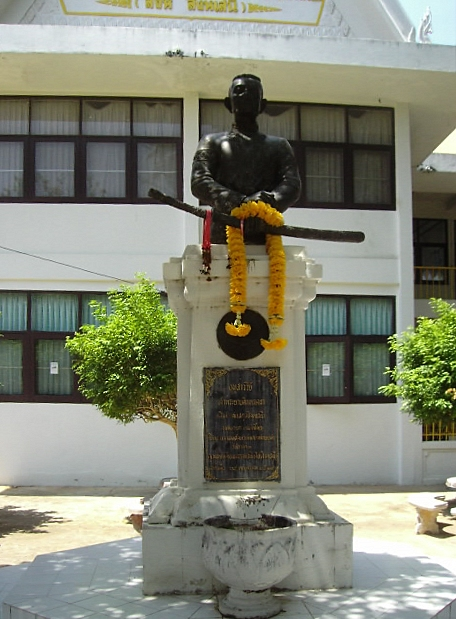
博丁德差

昭披耶·博丁德差（泰语：[เจ้าพระยาบดินทรเดชา] 错误：{{Lang}}：代码：th 不支持字母：thai（帮助），皇家轉寫：Chao Phraya Bodindecha；1777年—1849年）是泰国拉達那哥欣王国时期的重要「薩穆哈納優」（สมุหนายก，民政事務大臣）和将领。此人在越南《大南实录》中被称为醜頗禍移、质知。

## 生平
1777年，博丁德差原名辛·信哈社尼（สิงห์ สิงหเสนี），出生在曼谷，当时尚处于吞武里王朝时期。博丁德差父亲是昭披耶·阿派拉乍·宾（Chao Phraya Abhayraja (Pin)）。博丁德差年幼的时候便被送去侍奉副王伊沙拉颂吞（后为拉玛二世）， 拉玛二世继位之后成为一名低级官员。在此期间，博丁德差认识了则沙达博丁，并受到重用。1824年，则沙达博丁登基，成为拉玛三世；博丁德差被授予披耶·拉乍索巴瓦迪（Phraya Rajasupawadi）的称号。
1826年，万象王国国王昭阿努发动反对暹罗的叛乱。拉玛三世遣副王玛哈·沙迪蓬叻社征讨依善地区，拉乍索巴瓦迪则被授予昭披耶的头衔，前去征讨万象。拉乍索巴瓦迪攻破并夷平了万象城，平定了昭阿努的叛乱。拉玛三世授予他「博丁德差」的名字，这个名字来源于拉玛三世的名字则沙达博丁。
此后的1841年至1845年期间，博丁德差参与了暹越战争，介入柬埔寨的内战。1841年，博丁德差将安东王子拥上了柬埔寨的王位，并率暹罗军队守卫乌栋和金边。1845年，越南将军阮知方包围乌栋，博丁德差与阮知方签订和约，双方都承认了安东的王位，于是越南撤军。
博丁德差驻守柬埔寨直到1848年被召回曼谷，一年后因患霍乱病亡。
博丁德差在泰国十分受尊崇，今日曼谷有两所著名学校以他的名字命名。曼谷还有一座他的博物馆。泰国皇家陆军里有一个军营被称为「博丁德差营」。